# ترنکه لائوکن
ترنکه لائوکن (به اسپانیایی: Trenque Lauquen) شهری در کشور آرژانتین، استان بوئنوس آیرس است که در سال ۲۰۰۹ میلادی، حدود ۳۰٬۷۶۴ نفر جمعیت داشته است.